# Sidney Phillips
Sidney Clarke Phillips Jr., detto Sid (Mobile, 2 settembre 1924 – Mobile, 26 settembre 2015), è stato un militare, medico e scrittore statunitense.